# Doichlanda
Doichlanda è un film documentario del 2003 diretto da Giuseppe Gagliardi.

## Trama
Il viaggio musicale di una band etno-rock nei ristoranti calabresi in Germania. Un viaggio che racconta, attraverso le facce degli emigranti, i cambiamenti, le trasformazioni e le contraddizioni di una dinamica culturale di estremo interesse. Doichlanda è il modo in cui gli emigrati calabresi usano chiamare la Germania e indica anche un luogo che offre nuove possibilità di lavoro.

## Colonna sonora
Dal film viene estratto il videoclip di Onda calabra de Il parto delle nuvole pesanti, vincintore del premio speciale della giuria M.E.I. nella categoria migliore videoclip d’autore nel 2004.
- 2004 - Il parto delle nuvole pesanti - Onda calabra (videoclip, regia di Giuseppe Gagliardi)[2]

## Edizionehome video
La versione in DVD è stata pubblicata da Zoropa Produzioni nel 2003.

## Riconoscimenti
Il film si aggiudica il premio speciale della giuria della 21ª edizione del Torino Film Festival nel concorso Doc 2003, viene scelto dal Goethe Institut come testimonial durante le manifestazioni celebrative dei 50 anni dell'emigrazione italiana in Germania e viene proiettato all'estero in città come Colonia, Francoforte, Londra, Monaco di Baviera, Praga e Washington.